# Vụ Trịnh Xuân Thanh trở về Việt Nam
Vụ Trịnh Xuân Thanh trở về Việt Nam là một câu chuyện có 2 phiên bản khác nhau. Chính vì 2 phiên bản trái ngược đưa đến một cuộc khủng hoảng quan hệ ngoại giao Đức-Việt Nam. Ngày 22 tháng 9 năm 2017, Bộ Ngoại giao Đức gửi thông báo cho báo chí nói hiện Berlin đã "tạm ngưng quan hệ đối tác chiến lược" với Việt Nam và trục xuất thêm một nhân viên ngoại giao Việt Nam. Trước đó, ông Nguyễn Đức Thoa, cán bộ Tổng cục Tình báo Việt Nam, ở Berlin bị trục xuất vào ngày 4 tháng 8 năm 2017.
Một phiên bản là của Bộ Công an Việt Nam theo đó ngày 31 tháng 7 năm 2017, các báo tại Việt Nam đều đăng tin, Bộ Công an cho biết nghi can Trịnh Xuân Thanh đã ra đầu thú tại trực ban hình sự Cơ quan An ninh điều tra, sau gần một năm trốn lệnh truy nã quốc tế.
Phiên bản thứ hai từ chính quyền, báo chí Đức và các luật sư của ông Thanh cho rằng ông Trịnh Xuân Thanh đã bị bắt cóc từ công viên Tiergarten ở Berlin rồi chở sang thủ đô Cộng hòa Séc Praha. Sau đó ông Thanh được đưa lên một chuyên cơ chở bệnh nhân đưa về Việt Nam. Ngoại trưởng Đức Sigmar Gabriel cho là, ông Thanh đã bị mang ra khỏi nước với một phương pháp mà chúng ta thường chỉ có thể được xem trong các phim mờ ám trong chiến tranh lạnh, và đó là điều chúng ta không thể dung thứ và sẽ không dung thứ."

## Bối cảnh
Ông Trịnh Xuân Thanh chức vụ cuối cùng là Phó Chủ tịch phụ trách công nghiệp - thương mại Ủy ban nhân dân tỉnh Hậu Giang. Ông đắc cử đại biểu Quốc hội Việt Nam khóa XIV và trở thành người trúng cử với số phiếu được bầu chọn cao nhất tại Hậu Giang. nhưng không được công nhận tư cách Đại biểu Quốc hội. Ngày 6 tháng 9 ông xin ra khỏi Đảng trước khi bị khai trừ khỏi Đảng hai ngày sau đó . Ông cũng đã trốn khỏi Việt Nam trước khi bị truy nã vào ngày 16 tháng 9 trong vụ án Cố ý làm trái quy định của Nhà nước gây hậu quả nghiêm trọng xảy ra tại Tổng công ty Cổ phần xây lắp Dầu khí Việt Nam (Tổng công ty PVC). nơi mà ông Thanh từng làm 
Chủ tịch Hội đồng quản trị.
Theo báo "The Guardian" ông Thanh có giấy du hành của nhân viên ngoại giao và đã trốn qua đường Lào, Thái Lan và Thổ Nhĩ Kỳ để tới Đức. Báo TAZ lấy tin từ luật sư của ông Thanh, viết là, hai vợ chồng ông Thanh đã xin giấy phép lưu trú tại Đức, nhưng chỉ có vợ ông được chấp thuận, còn Trịnh Xuân Thanh thì bị từ chối, vì ông đang bị Hà Nội truy tìm. Đến tháng 6 năm 2017, ông Thanh làm đơn xin tị nạn chính trị. Cả vợ và hai con ông cũng ở Berlin.

## Phiên bản bộ Công an Việt Nam
Ngày 31 tháng 7, Bộ Công an cho biết nghi can Trịnh Xuân Thanh đã ra đầu thú tại trực ban hình sự Cơ quan An ninh điều tra, sau gần một năm trốn lệnh truy nã quốc tế. Ngoài ra, chương trình thời sự 19 giờ của Đài truyền hình Việt Nam ngày 3 tháng 8 năm 2017 đã phát đoạn phim ghi cảnh ông Trịnh Xuân Thanh nói về việc đầu thú của mình tại Cơ quan An ninh điều tra Bộ Công an. Báo "die Zeit" nhận xét, tình trạng chưa rõ ràng là phim được quay trong cảnh huống nào. Cho đến nay (7 tháng 8) theo phiên bản này, chưa có thêm tin tức nào cho biết, ông Thanh 10 tháng qua ở đâu, có ra nước ngoài không, nếu có thì bằng cách nào, ai giúp đỡ, và về Việt Nam bằng cách nào như đã từng được thông báo trong trường hợp ông Dương Chí Dũng trong vụ án Vinalines đưa đến vụ bắt giam những người giúp đỡ như em trai ông, nguyên phó giám đốc Công an Hải Phòng đại tá Dương Tự Trọng và Thượng tá Vũ Tiến Sơn, Phó thủ trưởng cơ quan cảnh sát điều tra thành phố Hải Phòng. Ngày 7 tháng 8, bị can Trịnh Xuân Thanh bị tạm giam. Theo Cơ quan Cảnh sát điều tra (CSĐT) Bộ Công an, việc tạm giam là để phục vụ điều tra về hành vi cố ý làm trái quy định của nhà nước về quản lý kinh tế gây hậu quả nghiêm trọng. Ngoài ra, ông Trịnh Xuân Thanh còn bị điều tra về tội tham ô tài sản trong vụ án lừa đảo chiếm đoạt tài sản xảy ra tại Dự án Thanh Hà - Cienco 5 Land.
Truyền thông chính thức của nhà nước Việt Nam ngày 12 tháng 8 vẫn tiếp tục đưa bài viết cho là ông Thanh tự ra đầu thú.

### Báo chí Việt Nam

#### Tuần báo Văn Nghệ Thành phố Hồ Chí Minh số 462
"Sau khi đầu thú, các cơ quan có trách nhiệm Việt Nam đã công khai đơn xin tự thú viết tay của Trịnh Xuân Thanh để xác thực tin tức, mặt khác khẳng định Trịnh Xuân Thanh hoàn toàn tự nguyện về nước đầu thú. Đơn viết tay và hình ảnh hoàn toàn không bị đe dọa của Trịnh Xuân Thanh là chứng cứ hiển nhiên cho việc tự nguyện đầu thú. Ấy vậy mà thất vọng trước sự sụp đổ kế hoạch bẩn thỉu nhằm phá hoại Việt Nam, một chiến dịch vu cáo Việt Nam đã được dựng lên." 

### Tòa án Việt Nam
Bí thư Trung ương Đảng, Chánh án Tòa án Nhân dân tối cao Nguyễn Hòa Bình trong cuộc trao đổi với Tuổi Trẻ vào ngày 6 tháng 2 năm 2018 về những đại án đã, đang và sẽ xét xử, cũng cho là "Trịnh Xuân Thanh về đầu thú".

## Phiên bản Đức
Ngay sau khi tin của bộ Công an là ông Thanh ra đầu thú được công bố, nhà báo Lê Trung Khoa chủ biên tờ báo Thoibao.de đã dò hỏi qua cảnh sát, công tố viện và luật sư của ông Thanh và loan báo cùng ngày qua một cuộc hội nghị truyền hình với đài BBC và sau đó trên trang báo của ông là ông Thanh đã bị bắt cóc bởi một nhóm người Việt. Ngày sau báo TAZ của Đức đăng và đưa thêm chi tiết. Ngày sau nữa thì phát ngôn viên bộ Ngoại giao Đức chính thức xác nhận các tin trên và cáo buộc Việt Nam vi phạm luật Đức và luật quốc tế khi cho người bắt cóc ông Thanh. Dần dần, các tin tức được thêm vào, ta có thể mô tả lại phiên bản của chính quyền và báo chí Đức như sau:
Ngày 23 tháng 7 năm 2017 tại Berlin, lúc 10 giờ 40 ông Trịnh Xuân Thanh cùng 1 người phụ nữ, được cho là người tình (Đỗ Thị Minh Phương) của ông Thanh - 26 tuổi - đến từ Việt Nam vào ngày 19 tháng 7, đã bị nhóm đối tượng người Việt Nam dùng vũ lực khống chế bắt cóc tại công viên Tiergarten, đưa lên một chiếc xe đợi sẵn có biển số Séc. Sự việc xảy ra ở phía trước của khách sạn Sheraton ở quận Tiergarten Berlin, nơi người phụ nữ này cư ngụ. Theo báo B.Z., người phụ nữ này được Mật vụ Việt Nam cho chiếc xe biển Séc đó ra đón vào cùng ngày tại phi trường Tegel, rồi chở cô ta đến gặp ông và sau đó dùng vũ khí và vũ lực lôi họ lên xe. Các nhân chứng nghe tiếng kêu la đã ghi lại biển số xe và điện thoại báo động cảnh sát. Tại hiện trường chỉ còn lại cái điện thoại thông minh của ông Thanh. Cũng theo dữ liệu GPS lưu trữ, chiếc xe này sau đó chạy đến tòa đại sứ Việt Nam đậu 5 tiếng trước khi đến Praha, thủ đô CH Séc. Một tuần trước đó, đich thân Trung tướng Đường Minh Hưng – Phó Tổng cục trưởng Tổng cục an ninh, Bộ Công an đã bay sang Berlin, mật vụ Việt Nam đã mướn ở Prag một xe bus VW và một xe BMW X5 tại Prag lái sang Berlin. Hai người bị bắt cóc sau đó, người phụ nữ 26 tuổi tên D. đã bị 2 mật vụ Việt Nam đi kèm về Việt Nam trong một chuyến bay ngay trong đêm đó. Còn ông Thanh được chở về Việt Nam bằng một chuyên cơ cho mướn để chở bệnh nhân. Petra Schlagenhauf, luật sư của Trịnh Xuân Thanh, cho biết người phụ nữ bị bắt cóc cùng Trịnh Xuân Thanh là một nhân viên làm việc ở Bộ Công thương, cô đã bị gãy tay khi cô cùng với Trịnh Xuân Thanh bị xô đẩy lên chiếc xe bắt cóc, và sau đó được đưa về Việt Nam. 2 ngày sau đó được chữa trị trong bệnh viện Việt-Đức ở Hà Nội với sự canh giữ của công an.
Theo các luật sư kể lại thì ngày hôm sau vụ bắt cóc, ông Thanh có hẹn nói chuyện tại cơ quan làm việc về vấn đề tị nạn. Vì ông không tới, và không trả lời điện thoại, luật sư tị nạn mới nói chuyện với cơ quan an ninh thành phố, còn bà luật sư khác của ông thì gọi điện thoại cho cảnh sát hình sự bang Berlin. Ở đó họ bảo bà phải nói chuyện với cơ quan bảo vệ quốc gia (Staatsschutz). Lúc 10 giờ 50 phút bà gửi một email tới đó bày tỏ lo lắng là có thể ông Thanh đã bị phía Việt Nam bắt cóc. Ba giờ sau một nhân viên ở đó gọi lại trả lời cho biết là còn quá ít cơ sở để có thể vào cuộc, và đề nghị các luật sư làm thủ tục trình báo người bị mất tích. Đến ngày hôm sau thì cảnh sát mới xác nhận vụ bắt cóc .
Theo tờ báo Đức TAZ đầu thập niên 1990 ông Thanh đã từng làm đơn xin tị nạn chính trị ở Đức, nhưng sau đó lại tình nguyện trở về Việt Nam. Từ tháng 9 năm 2016, một lệnh bắt giam được gửi tới Europol, nhưng ông Thanh không bị truy nã ở Đức với lý do: các cáo buộc "vi phạm luật lệ Việt Nam" là không cụ thể. Chính phủ Việt Nam đã dùng con đường chính thức, nói chuyện với cả chính phủ Đức về vấn đề này tại hội nghị thượng đỉnh G-20. Theo báo Bild ngày 16 tháng 8 thì chính thủ tướng Nguyễn Xuân Phúc đích thân nói chuyện với thủ tướng Merkel xin dẫn độ ông Thanh. Nhưng cho đến nay họ vẫn chưa làm đơn chính thức xin dẫn độ ông Thanh .
Ngày 10 tháng 8, các báo lớn Đức đều đưa tin là Viện Công tố Liên bang (Bundesanwaltschaft) nhận đảm nhiệm điều tra mà trước đây do Viện Công tố Berlin phụ trách vì nghi vấn hoạt động gián điệp nước ngoài (điều 99 Luật Hình sự) và tước đoạt tự do của con người (điều 239 Luật Hình sự). Viện này cho biết, Việt Nam đã rút đơn đề nghị dẫn độ ông Thanh, người đang nộp đơn xin tị nạn tại Đức và theo kết quả điều tra hiện thời, các nạn nhân đã bị đưa vào tòa đại sứ trước khi bị đưa về Việt Nam.
Ngày 15 tháng 8, báo SZ cho biết, hồi tháng 7 một nhóm đặc nhiệm của mật vụ Việt Nam đã được đưa từ Việt Nam sang Berlin để dùng bạo lực dẫn độ Trịnh Xuân Thanh và đội này ở trong một khách sạn gần cửa hàng bách hóa Kaufhaus des Westens (Ka De We). Hiện họ bị truy nã khắp châu Âu.
Ngày 16 tháng 8, Bộ Ngoại giao Đức cho VOA Việt Ngữ biết chính phủ Việt Nam đã tiếp cận Đức và đề nghị đối thoại.

## Phản ứng chính quyền Đức
Chính phủ Đức ban đầu còn dùng biện pháp ngoại giao gửi tối hậu thư đòi chính quyền Việt Nam phải trả người bị bắt cóc cho đến ngày 2 tháng 8. Chiều ngày 2 tháng 8 khi việc này không xảy ra, bộ ngoại giao mới lên tiếng tại cuộc họp với báo chí của chính phủ. Qua đó phát ngôn viên ngoại giao cho là "Có sự tham dự của các cơ quan Việt Nam và Đại sứ quán Việt Nam ở Đức trong vụ bắt cóc này" và việc này là "hành động vi phạm luật pháp Đức và luật pháp quốc tế một cách trắng trợn và chưa từng có tiền lệ." và "Vụ việc như thế này có thể ảnh hưởng tiêu cực nghiêm trọng tới quan hệ giữa Đức và nước Cộng hòa xã hội chủ nghĩa Việt Nam." Bài phát biểu được đăng bằng cả tiếng Việt lên trang mạng của tòa đại sứ Đức ở Việt Nam (Các cơ quan đại diện Cộng hòa Liên bang Đức tại Việt Nam) Bộ ngoại giao Đức tuyên bố bí thư thứ nhất của Đại sứ quán Việt Nam tại Berlin Nguyễn Đức Thoa là người không được hoan nghênh và buộc phải rời khỏi Đức trong vòng 48 tiếng.
Ngoại trưởng Đức Sigmar Gabriel hôm thứ Sáu 4 tháng 8, trong một cuộc họp báo, tuyên bố Đức đang cân nhắc các biện pháp trả đũa Việt Nam vì cáo buộc Hà Nội bắt cóc ông Trịnh Xuân Thanh ngay tại Berlin, nói là sẽ không dung thứ và không thể dung thứ việc đó. Nói về việc một tùy viên tình báo Việt Nam bị đuổi về nước, ông Gabriel cho biết: "Chúng tôi đòi hỏi ông ta ra đi vì chúng tôi rất tin rằng ông ta liên quan vụ bắt cóc." "Không có chi tiết gì trái ngược giả thuyết này. Mọi thứ đều ủng hộ giả thiết rằng ông ta, cùng sự giúp đỡ của mật vụ Việt Nam và dùng nơi ở của ông ta tại sứ quán Việt Nam tại Đức, đã bắt cóc một người đã xin tị nạn," 
Martin Patzelt, đại biểu quốc hội của Đảng Dân chủ Thiên chúa giáo (CDU) bày tỏ: "Việc bắt cóc thật là kinh hoàng. Nếu Việt Nam muốn hòa nhập với các quốc gia văn minh, họ phải tôn trọng nhân quyền." 
Hôm thứ Tư ngày 9 tháng 8, Bộ Ngoại giao Đức lại tiếp tục cho hay là Bộ đang cân nhắc các bước cần thiết sau khi Việt Nam không hồi đáp yêu cầu của Berlin, đòi Việt Nam trả ông Trịnh Xuân Thanh về lại nước Đức.
Ngày 12 tháng 8 năm 2017 báo SZ cho biết, đại biểu quốc hội Burkhard Lischka, phát ngôn viên về chính trị nội vụ của khối nghị viên đảng Dân chủ Xã hội Đức (SPD) bày tỏ: "Theo quan điểm của tôi cần thiết phải trục xuất thêm nhiều nhân viên mật vụ tình báo Việt Nam và đóng băng các khoản tiền viện trợ hợp tác phát triển." Dân biểu Jürgen Hardt, phát ngôn viên về ngoại giao của khối nghị viên đảng Dân Chủ Thiên chúa giáo (CDU) đòi hỏi có các biện pháp chung của khối EU, chẳng hạn như trục xuất thêm... nhưng những biện pháp chế tài không nên làm hại đến người dân Việt Nam.
Thông cáo báo chí ra ngày 24 tháng 8 của Tổng Công tố viên Liên bang Đức về Lệnh bắt giam vì hoạt động gián điệp và trợ giúp cưỡng đoạt tự do, cho biết, theo kết quả điều tra cho đến nay nghi can Nguyễn Hải Long 46 tuổi đã đích thân lái chiếc xe từ Praha đến Berlin vào ngày 20 tháng 7 năm 2017 tức là 3 ngày trước khi Trịnh Xuân Thanh bị bắt cóc.

### Hệ quả
Thời kỳ băng giá mới giữa Berlin và Hà Nội đã có những tác động cụ thể. Theo thông tin của báo TAZ, ông Joachim Nagel, Đặc mệnh toàn quyền (Generalbevollmächtigte) và là thành viên tương lai của Ban Giám đốc Ngân hàng Tái thiết Đức (KfW) đã hủy bỏ chuyến đi thăm Việt Nam được lên kế hoạch cho tuần này. Khi được hỏi, phát ngôn viên KfW cho biết „thời điểm này không thích hợp". KfW phụ trách việc cho các nước đang phát triển vay tiền với lãi suất ưu đãi. Việc cho vay này là một phần lớn trong viện trợ phát triển cho Việt Nam.
Trong đàm phán giữa hai chính phủ trong tháng 5 mới đây, Chính phủ Đức đã hứa viện trợ cho Việt Nam khoảng 160 triệu Euro cho 2 năm tới với trọng tâm là dạy nghề và trong lĩnh vực bảo vệ môi trường. Trong năm 2016, Đức đã có cam kết viện trợ 520 triệu Euro cho các dự án trong lĩnh vực năng lượng tái tạo và cải cách thị trường điện.
Ngày 22 tháng 9 trong cuộc họp báo Liên bang về vụ Trịnh Xuân Thanh, phát ngôn viên Bộ Ngoại giao Đức cho biết, Bộ trưởng Bộ Ngoại giao Phạm Bình Minh của Việt Nam đã gửi một bức thư hồi đáp cho Bộ trưởng Bộ Ngoại giao Đức Sigmar Gabriel để giải thích về vụ việc Trịnh Xuân Thanh. Do phía Việt Nam không thừa nhận việc vi phạm pháp luật, phía Đức đã mời Đại sứ Việt Nam tại Đức tới Bộ Ngoại giao để thông báo về việc đình chỉ đối tác chiến lược trong ngày 21 tháng 9. Ngoài ra Bộ Ngoại giao Đức đã ra lệnh trục xuất một cán bộ ngoại giao của Việt Nam ở Berlin, với thời hạn 4 tuần để thu xếp rời khỏi nước Đức.
Chuyên gia luật Hồ Ngọc Thắng làm việc cho sở tị nạn Berlin từ năm 1991 đã bị cho ngưng việc vì bài viết của ông trên Facebook. Vì sợ ông có thể đã xem được các hồ sơ tị nạn, cơ quan này cũng đã yêu cầu Cục tình báo liên bang Đức (BND) vào cuộc điều tra. Ông Thắng là người viết trên trang Facebook của giám đốc truyền thanh Việt Nam "Voice of Vietnam" cho là "các cơ quan Đức không có thể đưa ra bất kỳ một bằng chứng nào cho thấy ông Trịnh Xuân Thanh bị "bắt cóc"." và "Tuyên bố của Bộ NG Đức chủ yếu dựa vào phát biểu của bà LS đại diện cho Trịnh Xuân Thanh" cũng như "Tôi tin rằng, vài ngày nữa, chậm nhất vài tuần, sự kiện Trịnh Xuân Thanh sẽ chìm trong sự lãng quên. Cũng chẳng hay ho gì cho Nhà nước Đức, nếu ai đó nhắc lại vụ việc này." Cơ quan Liên bang Đức về nhập cư và tị nạn (BAMF) đã sa thải Hồ Ngọc Thắng kể từ ngày 1.09.2017 với lý do vi phạm nghĩa vụ trung thành và trung lập.
Các đảng đối lập nhân cơ hội này, đã đưa vấn đề an ninh tại nước Đức vào chương trình tranh cử, ông Christian Lindner, Chủ tịch FDP đã đưa ra cương lĩnh với phương châm: „Chúng ta phải tư duy lại: An ninh phải được tổ chức tốt hơn là tội phạm". Đáp lại, đương kim Thủ tướng Đức bà Angela Merkel đồng thời là Chủ tịch đảng CDU vẫn tỏ rõ quyết tâm giữ vững ổn định cho nước Đức với khẩu hiệu: „Vì một nước Đức mà ở đó chúng ta sống tốt và thích sống".

## Phản ứng chính quyền Việt Nam
Ngày 3 tháng 8 năm 2017, trả lời các câu hỏi của phóng viên, người phát ngôn Bộ Ngoại giao Việt Nam, Lê Thị Thu Hằng nói: "Liên quan đến phát biểu của Người phát ngôn Bộ Ngoại giao Đức xung quanh vụ việc Trịnh Xuân Thanh, tôi lấy làm tiếc về phát biểu của Người phát ngôn Bộ Ngoại giao Đức ngày 2 tháng 8...Tôi hiểu vụ việc Trịnh Xuân Thanh được rất nhiều người quan tâm..." Khi phóng viên AFP (Pháp) hỏi: "Việt Nam có xác nhận lời cáo buộc bắt cóc Trịnh Xuân Thanh không? Và liệu bà có nghĩ vụ việc này có ảnh hưởng đến quan hệ ngoại giao hai nước không? Hiện giờ ông Trịnh Xuân Thanh đang ở đâu?" và phong viên hãng DPA (Đức) hỏi: "Bà phản ứng như thế nào về thông tin của luật sư ông Trịnh Xuân Thanh cho biết ông này đang xin tị nạn ở Đức?", bà Hằng trả lời: "Theo thông báo ngày 31 tháng 7 của Bộ Công an Việt Nam thì ông Trịnh Xuân Thanh đã ra trình diện và đầu thú. Hiện nay các cơ quan chức năng Việt Nam đang tiến hành điều tra"  và cũng nhấn mạnh Việt Nam luôn coi trọng và phát triển quan hệ đối tác chiến lược với Đức.
Theo các báo chí Đức ra ngày 9.6.2018, chính phủ Việt Nam đã hứa, sẽ cho phép Trịnh Xuân Thanh sang Đức sau vụ án ở Berlin xử một người bị cáo buộc giúp đỡ bắt cóc ông ta. Họ cho là Việt Nam hi vọng với việc thả ông Thanh cũng như các tù nhân khác, quan hệ kinh tế giữa Việt Nam và Đức cũng như EU sẽ được tốt đẹp hơn. Các đại diện EU đã cho chính quyền Việt Nam biết, việc phê chuẩn hiệp ước tự do thương mại được hoạch định đầu năm 2019 lệ thuộc vào sự đồng ý của Đức trong Hội đồng châu Âu. Tuy vậy, quan hệ giữa 2 nước dần ấm lên sau hợp đồng mua máy bay 24 Airbus trị giá 3 tỷ đô. Ngoài ra, vào ngày 7 tháng 1 năm 2022, khinh hạm Munich đã cập cảng Nhà Rồng, thể hiện tình hữu nghị giữa 2 nước.

## Vụ án vụ bắt cóc Trịnh Xuân Thanh tại Đức

### Điều tra
Ngày 7.3.2018, Tổng Công tố viên Liên bang Đức Karlsruhe khởi tố Nguyễn Hải Long 47 tuổi. Long bị nghi ngờ có tham dự vào cuộc bắt cóc Trịnh Xuân Thanh và người phụ nữ đi chung với ông ta. Long được cho là đã mướn một xe tải ở Praha, được dùng trong vụ bắt cóc và bị cáo buộc hoạt động gián điệp và trợ giúp cưỡng đoạt tự do.
Ngày 14 tháng 3 năm 2018,Truyền thông Đức, đưa tin cơ quan công tố liên bang Đức đang tiến hành điều tra Trung tướng Đường Minh Hưng, phó tổng cục trưởng Tổng cục An Ninh, Bộ Công an Việt Nam, người bị cho là trực tiếp chỉ huy vụ bắt cóc vụ bắt cóc ông Trịnh Xuân Thanh tại Berlin. Ông Hưng có mặt tại Berlin trong thời gian xảy ra vụ bắt cóc và đã gọi hơn 100 cuộc điện thoại di động và gửi các tin nhắn cho những đối tượng khác cùng tham gia vụ bắt cóc để điều phối hoạt động.
Phát ngôn viên của cơ quan giám đốc cảnh sát Cộng hòa Séc, Ivana Nguyenová ngày Thứ Sáu 04 tháng 8 năm 2017 cho biết, cảnh sát Cộng hòa Séc đã mở cuộc điều tra vụ Trịnh Xuân Thanh có thể bị bắt cóc ở Berlin.
Một người đàn ông có tên Nguyễn Hải Long, 46 tuổi, bị bắt giữ hôm 13.8 để điều tra là một chủ văn phòng chuyển tiền MoneyGram tại chợ Sapa CH Séc. Hôm 17 tháng 8 văn phòng của ông Long cũng bị cảnh sát đặc biệt của CH Séc đến kiểm tra và niêm phong các tài liệu cùng nhiều trang thiết bị để tiếp tục điều tra. Ông Long đã thuê chiếc xe Multivan VW (Volkswagen) - biển số 2AB-3140 hôm 20.7 cho những người từ Việt Nam sang và được đem trả lại hôm 24 tháng 7. Hiện chiếc xe này, bị nghi ngờ dùng để chở nhóm bắt cóc ông Trịnh Xuân Thanh, đã bị cảnh sát CH Séc tạm giữ và chuyển về Đức để truy tìm dấu vết tội phạm. Hôm 18 tháng 8 Công tố viện Liên bang Đức đã xác nhận có bắt giữ một nghi can ở nước ngoài (không phải ở Đức).
Hôm thứ tư ngày 23 tháng 8 năm 2017 Hãng Thông tấn Đức DPA đưa tin, tòa án ở Praha đã chấp thuận việc dẫn độ nghi can Nguyễn Hải Long về CHLB Đức căn cứ theo lệnh truy nã toàn châu Âu. Việc dẫn độ sẽ được thực hiện ngay trong ngày.

### Vai trò các nghi phạm vụ bắt cóc
Ông Bùi Quang Hiếu, chủ doanh nghiệp Hieu Bui Travel, cho thuê xe ở thủ đô Praha, Cộng hòa Czech, cho VOA-Việt ngữ biết một chiếc xe 7 chỗ hiệu Volkswagen của công ty của ông đã bị Cảnh sát EU đưa sang Đức hôm 28 tháng 7 trong khuôn khổ một cuộc điều tra đặc biệt. Ông cho biết: "Đây chỉ là sự tình cờ, chúng tôi cho thuê xe vào ngày 20 tháng 7 và họ trả xe cho tôi vào ngày 24 tháng 7. Cảnh sát Hình sự Châu Âu họ có làm việc với tôi về chiếc xe đó và họ đã thu giữ chiếc xe vào ngày 28 tháng 7." Ông nói thêm là người thuê xe là một người bạn của ông ở Trung tâm Thương mại Sapa Praha 4, và người này cho biết là ông thuê hộ xe cho một người khác với mục đích đi du lịch.
Ngày 24.04.2018, Tòa Thượng thẩm Berlin xét xử công khai nghi phạm mật vụ Việt Nam Nguyễn Hải Long, quốc tịch Việt Nam và Cộng hòa Séc, dự kiến kéo dài 4 tháng, với hai tội danh, làm việc cho tình báo nước ngoài và hỗ trợ hành vi bắt cóc. Ông này bị bắt giữ tại Prague, cộng hòa Séc hôm 12 tháng 8 năm 2017 và bị dẫn độ về Đức ngay sau đó. Theo một nguồn tin từ Cộng Hòa Séc, „đã có từ 10 đến 20 triệu Euro được phía Việt Nam chuyển sang thông qua cửa hàng chuyển tiền MoneyGram của ông Nguyễn Hải Long trong khu chợ Sapa của người Việt tại Praha. Ông Long được cho chỉ là một bình phong, người chủ thực sự là ông Đào Quốc Oai cậu ông ta. Ngay sau khi vụ bắt cóc xảy ra ông Oai đã lẩn trốn về Hải Phòng. Trong vụ bắt cóc Trịnh Xuân Thanh, một trong những nhiệm vụ của Nguyễn Hải Long là lo thuê các phương tiện di chuyển ở Praha cho mật vụ Việt Nam. Chiếc xe đầu tiên là chiếc BMW X5 từ ngày 18 đến 22.07.2017. Chiếc xe này đã được sử dụng ở Berlin để theo dõi Đỗ Minh Phương 26 tuổi được cho là người tình của Trịnh Xuân Thanh, đến từ Việt Nam. Chiếc xe thứ hai VW Multivan T5 từ ngày 20 đến 24.07.2017, mà nghi can Long đích thân lái đến Berlin trong ngày đầu tiên. Đó là chiếc xe mà được dùng vào sáng 23.07. 2017 gần 11 giờ sáng để bắt cóc Trịnh Xuân Thanh và bà Phương. Sau đó Long đã lái chiếc xe này về lại Praha. Ngày hôm sau Nguyễn Hải Long và ông cậu Đào Quốc Oai lại thuê mướn một chiếc xe thứ ba Mercedes Vito đến 27.07.2017.
Theo công tố viên liên bang Đức, Long biết tất cả về kế hoạch bắt cóc. Theo luật sư của Trịnh Xuân Thanh, bà Petra Schlagenhauf, trong điện thoại của Long có ghi số điện thoại của Trung tướng Đường Minh Hưng, được cho là chỉ huy vụ bắt cóc và sau vụ bắt cóc Long có hội họp với tướng Hưng và những kẻ tham dự cuộc bắt cóc này. Bản cáo trạng cho biết, bị cáo Nguyễn Hải Long đã nói chuyện với trung tướng tình báo Đường Minh Hưng bằng điện thoại di động, và các nhà điều tra Đức đã có trong tay bản ghi âm những cuộc nói chuyện điện thoại này.

### Tường thuật của các nhân chứng
Ba nhân chứng, gồm một người Pháp, một người Đức, và một người Thổ Nhĩ Kỳ cho biết họ trực tiếp chứng kiến những gì diễn ra tại vườn thú Berlin hôm 23 tháng 7 năm 2017. Nhân chứng người Thổ Nhĩ Kỳ khai trước tòa rằng khi nhìn thấy những gì xảy ra, ông đã đề nghị người bạn đang đi cùng quay xe đuổi theo chiếc xe van bắt người "cho đến cổng thành Brandenburger Tor thì không theo được nữa". Người này sau đó đã báo cho cảnh sát. Trong phiên tòa ngày thứ 2, 25 tháng 4 năm 2018 có sự hiện diện của hai nhân viên Đại sứ quán Việt Nam tại Berlin. Đại diện của phân xã Thông tấn xã Việt Nam tại Berlin cũng có mặt.
Sự xuất hiện một nhân chứng người Việt trong phiên tòa ngày 25 tháng 4 cho thấy sự can dự sâu của tòa đại sứ quán nước CHXHCVN tại Đức vào vụ bắt cóc. Kỹ sư Lê K. Phong khai trước tòa rằng, vào buổi chiều cùng ngày vụ bắt cóc, ông nhận được điện thoại của ông Lê Đức Trung, Bí thư thứ nhất ĐSQ Việt Nam tại Đức, nhờ ông đến khách sạn lấy hành lý của một người Việt Nam (cô Minh Phương) bị gẫy tay nên không thể tự đến lấy được.

#### Lời khai Vũ Đình Duy
Vũ Đình Duy cựu TGĐ PV Tex, em họ Trịnh Xuân Thanh, mà cũng bỏ chạy sang Đức, khai tại tòa, có sang Praha để thăm Đào Quốc Oai, một người bạn thân. Ông Oai cho biết, ông ta cung cấp các dịch vụ tại châu Âu, đó là việc chuyển tiền, chuyển hàng, buôn bán hàng hóa hai chiều Cộng hòa Séc – Việt Nam và nhận nhiệm vụ trợ giúp hậu cần khi các phái đoàn của Việt Nam sang, đặc biệt là của Bộ Công an Việt Nam. Vũ Đình Duy khai, đã nhận diện Oai đặt phòng cho Tướng Đường Minh Hưng sau khi được cảnh sát cho xem lại video.

#### Nghi phạm Nguyễn Hải Long bị xử tù
Bị cáo trong lần khai bổ sung vào ngày 17 tháng 7 năm 2018 thừa nhận đã biết trước về kế hoạch bắt cóc ngay từ ngày đầu tiên được lệnh từ Đ. Q. Oai trong việc tìm thuê xe, ngày 15 tháng 7 năm 2017, và bị cáo đã đồng ý tham gia. Ông Long cũng thừa nhận ông biết rằng người chỉ đạo chiến dịch bắt người này là Tướng Đường Minh Hưng, người mà ông đã đặt phòng khách sạn hộ tại Berlin. Ông Long cũng khai trước tòa rằng sau khi vụ bắt người hoàn thành, ông đã tham dự một buổi tiệc "ăn mừng" ở Prague, với Tướng Hưng là một trong những người có mặt.
Ngày 25 tháng 7 năm 2018 Tòa án ở Berlin, Đức kết án ông Long 3 năm 10 tháng tù về Hoạt động gián điệp chống lại Nhà nước Đức, và hỗ trợ cưỡng đoạt tự do của 2 nạn nhân Trịnh Xuân Thanh và người tình Đỗ Thị Minh Phương trên lãnh thổ nước Đức. Bà Regine Grieß, Chánh án chủ tọa phiên tòa khi đọc bản cáo trạng đã nếu rõ vụ bắt cóc là "Trường hợp chưa từng có trong lịch sử gần đây của CHLB Đức, điều này gợi nhớ đến một cuốn tiểu thuyết tội phạm hình sự từ thời chiến tranh lạnh" và "Phát hiện ra mật vụ Việt Nam đã sử dụng mạng lưới nằm vùng chằng chịt như mạng nhện tại châu Âu để thực hiện vụ bắt cóc này". Ông Lienhardt Weiß, đại diện của Viện Công tố Liên bang Đức trả lời phóng viên báo chí, cho biết "Chúng tôi đang tiếp tục điều tra người nhà các nhân viên ĐSQ Việt Nam và những người Việt ở châu Âu đã tiếp tay, bắt cóc người ngay giữa ban ngày".
Ngày 31 tháng 7 năm 2018, bị cáo Nguyễn Hải Long bất ngờ đưa đơn kháng án. "Không có lời thú tội thì Nguyễn Hải Long không bị lên án ở Việt Nam là kẻ phản quốc", luật sư Bonell nói. Khi tuyên án hồi tuần trước, bà Regine Grieß Chánh án chủ tọa phiên tòa nói rõ, tòa án có đầy đủ các nhân chứng và bằng chứng do cảnh sát điều tra thu thập được, để kết án bị cáo Nguyễn Hải Long mà không nhất thiết phải có lời thú tội của bị cáo.

#### Nghi phạm Lê Anh Tú bị dẫn độ
Một nghi phạm mang quốc tịch Việt Nam với tên Lê Anh Tú được trao cho cơ quan chức năng Đức vào ngày thứ tư 1/6/2022 sau khi bị bắt tại Prague hồi tháng tư vừa qua. Người này phải đối mặt với những cáo buộc gồm hoạt động gián điệp, giúp đỡ và hỗ trợ việc tước đoạt tự do của người khác.

### Liên hệ của chính phủ Slovakia
Ba ngày sau khi vụ bắt cóc xảy ra, nhiều nghi phạm đã lái chiếc xe thuê Mercedes Vito từ Praha đến thủ đô Bratislava của Slovakia. Chiếc xe đã đỗ trong bãi đậu xe của khách sạn Borik, cùng ngày và là nơi có một cuộc họp làm việc giữa Bộ trưởng Bộ Công an Việt Nam Tô Lâm cùng với trung tướng Đường Minh Hưng và điệp viên tình báo Vũ Quang Dũng, 2 người nêu tên sau bị tổng công tố viện Đức cáo buộc chỉ huy hoặc tham dự vụ bắt cóc, về phía Slovakia, Bộ trưởng Bộ Nội vụ kiêm Phó Thủ tướng Robert Kalinák. Tướng Hưng, đặc biệt bay từ Việt Nam tới tham dự cuộc họp, mặc dù ông ta vừa mới rời khỏi Châu Âu sau vụ bắt cóc. Có nghi vấn là họ điều đình để đưa ông Thanh về Việt Nam.
Tổng công tố viên Đức ngày 28 tháng 9 năm 2017 đã yêu cầu Slovakia giúp đỡ về pháp lý về nghi ngờ có hoạt động gián điệp theo ủy nhiệm của chính phủ Việt Nam và kể rõ mọi việc. Vào ngày 4 tháng 10 yêu cầu này được thêm vào với lệnh bắt một người mà tham dự vào cuộc họp ở khách san Borik: trung tướng Đường Minh Hưng, bị cáo buộc tội điều hành cuộc bắt cóc. Ngày 24 tháng 11 một tòa án Slovakia quyết định, liên quan đến vụ bắt cóc các dữ liệu điên thoại của các người bị cáo buộc, mà đã có mặt ở khách sạn, phải được giao cho viên chức điều tra Đức.
Cuối tháng 11 cảnh sát Slovakia yêu cầu cơ trưởng cơ quan lập biên bản của bộ nội vụ, mà có mặt trong buổi họp, cho biết mọi dữ kiện trong buổi họp. Ông ta gởi một biên bản ngắn với danh sách các người tham dự. Cuộc họp thiệt ra chỉ ngắn hơn 1 tiếng được ghi là dài 3 tiếng. Ông ta cũng không cho biết là sau đó một nhóm gồm 12 người Việt bao gồm cả tướng Hưng rời khỏi nước này với chiếc máy bay của chính phủ Slovakia.
Bộ Nội vụ Slovakia ngày 29 tháng 4 tuyên bố rằng họ quan ngại về việc chuyến thăm của Bộ trưởng Công an Việt Nam Tô Lâm hồi năm ngoái có thể đã bị 'lợi dụng' cho những mục đích vượt ra ngoài phạm vi hợp tác và hữu nghị song phương. Bộ thừa nhận rằng, do phái đoàn Việt Nam có những thay đổi vội vã trong lịch trình di chuyển, nên họ đã cho các vị khách mượn một chiếc máy bay chính phủ. Theo kế hoạch ban đầu, phái đoàn Việt Nam lẽ ra đến Vienna, và phái đoàn của Slovakia cũng sẽ tới sân bay Vienna để gặp họ. Tuy nhiên, đoàn của ông Tô Lâm đã đột ngột đến Prague, khiến Slovakia đồng ý cho mượn máy bay để đưa đoàn từ Prague tới Bratislava, rồi sau đó là tới Moscow rồi về Việt Nam. Đương kim Thủ tướng Slovakia, ông Peter Pellegrini nói rằng, "Bộ [Nội vụ] hiện đang liên hệ với phía Việt Nam để xác minh chính xác thành phần phái đoàn, và tìm hiểu xem liệu có phải có ai đó đã đưa người lên [chiếc phi cơ của chính phủ Slovakia] mà chính phủ không biết hay không."  Ngày 3 tháng 5 năm 2018 Bratislava đã triệu tập đại sứ Việt Nam Dương Trọng Minh lên để yêu cầu phía Việt Nam phải cung cấp cho họ thông tin liên quan tới các cáo buộc theo đó nói Slovakia có 'tham gia' là quốc gia trung chuyển trong quá trình bắt cóc một công dân Việt Nam từ Đức đưa về Việt Nam. Phát ngôn viên Susko cho biết: "Chúng tôi nói với Ngài Đại sứ rằng nếu chúng tôi thấy lời giải thích của Việt Nam, một khi lời giải thích đó được trao cho chúng tôi, là không thỏa đáng, thì Bộ Ngoại giao và Cộng hòa Slovakia bảo lưu quyền áp dụng các biện pháp tiếp theo, phù hợp với quy tắc ngoại giao." 
Tổng thống Andrej Kiska cho biết là ông ta đã nghe được vào mùa hè năm trước là một người Việt bị bắt cóc ở Đức và được đưa sang Slovakia, và người này được đưa cho một hộ chiếu giả và bị đưa ra khỏi EU bằng máy bay của chính phủ Slovakia. Cảnh sát điều tra Đức cho rằng, "hầu như không còn hoài nghi gì nữa" Trịnh Xuân Thanh đã bị đưa ra khỏi khu vực đi lại miễn thị thực Schengen của Liên minh châu Âu bằng một chuyên cơ của chính phủ Slovakia. Theo họ, rất có thể một phái đoàn do bộ trưởng công an Tô Lâm dẫn đầu đã đánh lừa chính phủ Slovakia, để có được chiếc chuyên cơ bay từ thủ đô Bratislava đi Moscow. Một trong những giả thuyết cho rằng, chính phủ Slovakia đã bị lừa trong vụ này do viên cố vấn gốc Việt của thủ tướng Slovakia khi đó, ông Lê Hồng Quang, đã toa rập với phái đoàn Tô Lâm. Ít lâu sau vụ bắt cóc, ông Lê Hồng Quang đã được cử đến Sài Gòn làm đại sứ Slovakia, nhưng sau đó bị triệu hồi về Slovakia vì những cáo buộc tham nhũng.

### Buổi họp ngày 26.7.2017
Ngày 26.7.2017 lúc 11.26 giờ, 4 người Việt, bộ trưởng Công an Tô Lâm, trung tướng Đường Minh Hưng, một viên chức mật vụ cao cấp và một người tùy tùng tới phi trường Praha từ một chuyến bay thường lệ của Czech Airlines từ Paris. Ở đây họ được chiếc Airbus A 319 của chính phủ Slovakia đưa về Bratislavia vào lúc 13.15 giờ và vào lúc 14.52 giờ chiếc này lại bay sang Moskva. Từ phi trường tới khách sạn chính phủ Borik mất khoảng 20 phút, như vậy cho buổi nói chuyện chỉ còn lại 1 tiếng, trong khi chính phủ Slovakia ban đầu nói nó kéo dài 3 tiếng rồi xuống còn 2 tiếng. Chiếc xe thuê Mercedes Vito từ Praha, do 2 nghi phạm dính líu tới vụ bắc cóc lái, cũng đậu ở đây từ 12.35 tới 14.17 giờ. Buổi ăn cơm trưa gồm 4 người Việt từ Paris, bộ trưởng bộ nội vụ Kaliňák và 2 viên chức trong bộ cùng với một người Việt khác là ông Lê Hồng Quang. Sau đó 4 người Việt này cùng 8 người Việt khác đã vào phi trường với hộ chiếu ngoại giao. Rồi máy bay chính phủ Slovakia chở họ tới Moskva và bay trở lại cùng ngày. Viên chức điều tra Đức hiện đòi thẩm vấn phi hành đoàn chiếc máy bay cùng các nhân viên khách sạn.

### Bộ trưởng nội vụ Slovakia bị cáo buộc giúp đỡ đưa Thanh sang Moskva
Báo FAZ Đức, điều tra cùng với tờ báo Slovak "Denník N" của Slovakia ngày 2.08.2018, cáo buộc ông Robert Kaliňák, cựu Bộ trưởng Nội vụ Slovakia, hiển nhiên có dính líu tới việc đưa Trịnh Xuân Thanh ra khỏi khu vực Schengen bằng chuyên cơ của chính phủ Slovakia. Theo các nhân viên cảnh sát tháp tùng đoàn xe đón phái đoàn Việt Nam, Kaliňák đứng đợi ở bãi đậu xe của khách sạn Borik. Ông có vẻ căng thẳng hồi hộp và khẩn trương nói chuyện qua máy điện thoại di động. Ông Kaliňák phủ nhận cả hai việc này. Khi các chính trị gia của hai nước họp trong khách sạn, phái đoàn Việt Nam đưa ra một yêu cầu, họ muốn cho thêm một chiếc xe khác đi cùng với đoàn xe ra sân bay Pressburg để bay đi Moscow, chiếc xe này mang biển số Cộng hòa Séc. Đó là chiếc xe mà các nhà điều tra Đức từ lâu nhờ dữ liệu định vị GPS đã cho rằng nạn nhân bị bắt cóc được vận chuyển đến đậu ở phía trước khách sạn Borik. Hai bên đồng ý là hành khách sẽ được chuyển sang xe cảnh sát Slovakia. Đó là lần đầu tiên các cảnh sát thấy ông Thanh, bị thương, trông có vẻ đờ đẫn và không thể tự đi một mình. Người lập biên bản cuộc họp của Bộ Nội vụ, ông Radovan Čulák, nói với họ: " Kaliňák biết về việc này, đó là lợi ích của quốc gia" và cho biết người Việt này bị say rượu và ngã xuống cầu thang. Kaliňák thì lại cho là, không ai ở trong tình trạng bị thương, sức khỏe không tốt, hay không đi lại được bình thường. Tất cả 12 người lên máy bay, Trịnh Xuân Thanh là người cuối cùng được đưa lên máy bay, rõ ràng là đờ đẫn và được hai mật vụ Việt Nam xốc nách hai bên dìu đi.
Vào ngày 20 tháng 4 năm 2022 cựu phó thủ tướng Slovakia Robert Kaliňák đã bị chính quyền Slovakia bắt giữ và buộc tội vì thành lập, âm mưu và hỗ trợ một tổ chức tội phạm.

### Vụ án Lê Anh Tú
Tại Berlin, Đức, Tòa Thượng thẩm hôm 2/11/2022 mở phiên tòa xét xử bị cáo Lê Anh Tú, một người Việt cư trú tại Cộng hòa Czech. Ông Tú bị cáo buộc đã tham gia hoạt động gián điệp và đã lái một số xe chở đội an ninh mật của Việt Nam đi thực hiện vụ bắt cóc hôm 13/7/2017, sau đó tiếp tục chở ông Trịnh Xuân Thanh từ địa điểm bị bắt cóc vào Đại sứ quán Việt Nam tại Berlin., Theo phía công tố, ông Tú cùng với tám người khác đã lái xe chở Trịnh Xuân Thanh từ Brno, Cộng Hoà Séc đến Bratislava, Slovakia. Từ đây, ông Thanh được đưa lên chiếc máy bay được ông Tô Lâm mượn của Chính phủ Slovakia để bay đến thủ đô Moskva của Nga.
Ngày 30 tháng 1 năm 2023, Tòa án Berlin xử phạt bị cáo Lê Anh Tú, người tham gia hỗ trợ trong vụ bắt cóc Trịnh Xuân Thanh và tình nhân của ông ta, năm năm tù. Đó là một quyết định cho thi hành mà Chánh Án cho là của bộ trưởng Nội vụ Tô Lâm. Bị cáo, 26 tuổi vào thời điểm gây án, lái xe tự mướn cho mình từ Prague, thủ đô Cộng Hoà Czech, sang Berlin tham gia vụ bắt cóc. Sau đó, bị cáo chở nạn nhân và một phần của nhóm bắt cóc đến Bratislava, nơi họ được đưa lên máy bay đào thoát.,

## Vụ án dùng chuyên cơ chính phủ Slovakia đưa Trịnh Xuân Thanh ra khỏi khu vực Schengen
Sau 2 tháng điều tra (từ ngày 3/8/2018 ), Viện Công tố Slovakia đã ra quyết định bắt đầu tiến hành truy tố hình sự về vụ án dùng chuyên cơ chính phủ Slovakia đưa Trịnh Xuân Thanh ra khỏi khu vực Schengen. Hai cảnh sát (hộ tống phái đoàn công an cấp cao do Bộ trưởng Tô Lâm dẫn đầu) đã khai với cơ quan điều tra Slovakia rằng họ đã nhìn thấy một người đàn ông Việt Nam, có lẽ là Trịnh Xuân Thanh, bị kéo lết lên chuyên cơ của chính phủ Slovakia. Bà Bộ trưởng Nội vụ Saková đã cho phép 44 nhân viên được miễn trách nhiệm bảo mật thông tin, để cung khai tất cả cho cơ quan điều tra. 44 nhân viên này thuộc các bộ, ngành và cảnh sát hộ tống cùng những người phục vụ cho chuyến đến thăm và làm việc của Bộ trưởng Tô Lâm với Bộ trưởng Nội vụ Robert Kaliňák hồi 26 tháng 7 năm 2017.
Sau khi Toà phúc thẩm ở Đức bác đơn kháng cáo của Nguyễn Hải Long tội tham gia bắt cóc Trịnh Xuân Thanh, ngày 5/2/2020, Quốc vụ khanh Bộ Ngoại giao Cộng hòa Slovakia triệu tập Đại sứ Việt Nam tuyên bố đuổi một trong những nhân viên ngoại giao của Đại sứ quán trong vòng 48 giờ. Việc Bộ trưởng Công an Việt Nam, Tô Lâm, mượn một chuyên cơ của Slovakia để chở Trịnh Xuân Thanh ra khỏi vùng Schengen, bị cho là đã lạm dụng lòng hiếu khách của Slovakia.
Mạng báo Euractiv.sk loan tin ngày 1/12/2022, cơ quan Hình sự Quốc gia Slovakia mở lại hồ sơ điều tra tham nhũng có dính líu đến vụ một người Việt được cho bị bắt cóc hồi năm 2017. Công tác này được tiến hành sau khi phiên xử nghi can thứ hai, Lê Anh Tú, trong vụ bắt cóc Trịnh Xuân Thanh đang diễn ra tại Đức. Bộ trưởng Nội vụ lúc bấy giờ Robert Kalinak, bị nghi ngờ dù biết rõ nội tình mà vẫn đồng ý cho phía Việt Nam mượn máy bay; đã yêu cầu Ba Lan cho bay qua không phận nước này với lý do công vụ mặc dù không có mặt trên đó.